# 齒舞站
齒舞站（日语：／ Habomai eki */?）是位於北海道根室市齒舞（開業當時位於根室支廳花咲郡齒舞村），根室拓殖鐵道的鐵路車站（廢站）。此站是日本史上最東車站。

## 歷史
- 1929年（昭和4年）12月27日 - 根室拓殖軌道婦羅理站至此站之間開通，此終點站啟用。
- 1932年（昭和7年）7月 - 車站被遷移。
- 1945年（昭和20年）4月1日 - 成為根室拓殖鐵道車站。
- 1959年（昭和34年）6月20日 - 車站被廢除。

## 車站構造
站內設有轉車盤、職員宿舍和倉庫。

## 車站周邊
- 根室市立齒舞診所
- 根室市立齒舞中學（日语：根室市立歯舞中学校）
- 根室交通納沙布線巴士齒舞巴士站

## 現狀
車站遺址建設了根室市立齒舞診所。

## 相鄰車站
根室拓殖鐵道
根室拓殖鐵道線
婦羅理－齒舞

## 注腳
1. 1 2  2011年　根室拓殖鉄道跡の記録　その２ (歯舞駅跡周辺の探索):150円の旅 （页面存档备份，存于）（日語）
2. ↑  根室拓殖鉄道廃線後を訪ねて （页面存档备份，存于）（日語）
3. ↑  廃線探索 根室拓殖鉄道 （页面存档备份，存于）（日語）

## 相關項目
- 日本鐵路車站列表 Ha
- 東根室站 - 現時日本最東車站